# St. Johannes der Täufer (Köln)

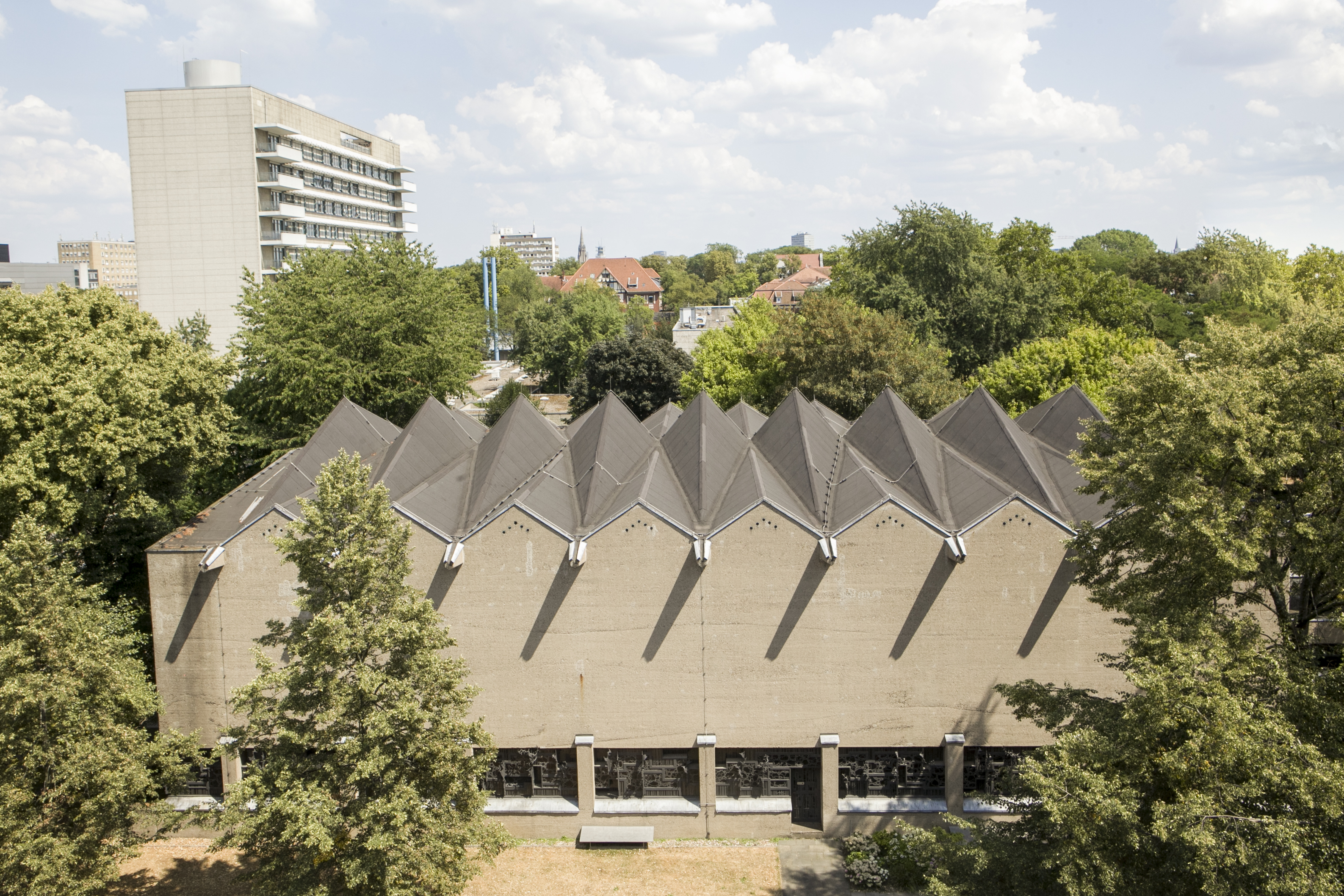
Blick auf die Dachlandschaft

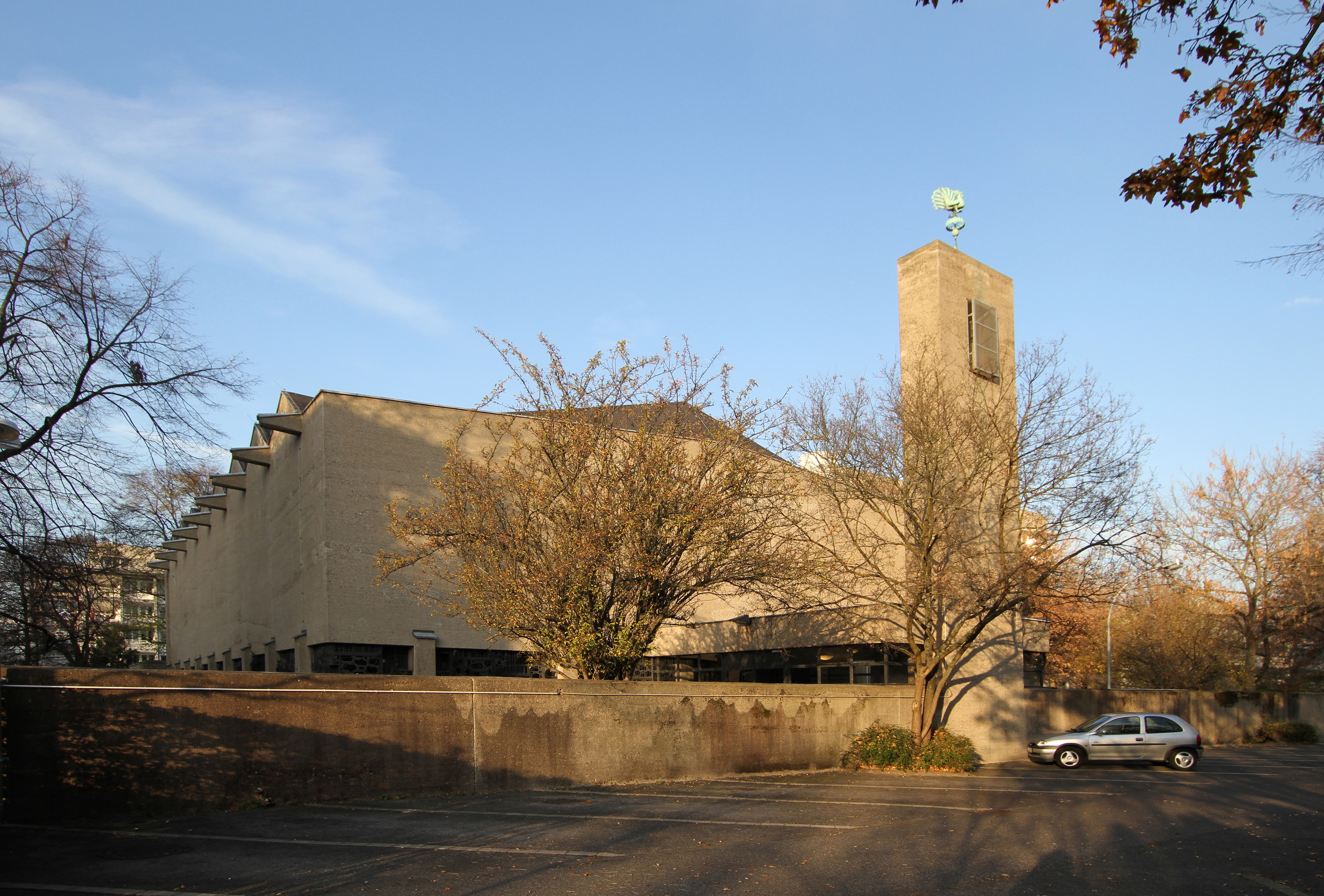
Außenansicht mit Turmstele, 2011

St. Johannes der Täufer ist die katholische Kirche der Uniklinik Köln im Stadtteil Lindenthal. Sie wurde 1962 bis 1965 nach den Plänen des Architekten Gottfried Böhm unter Mitarbeit von Kurt Günssler erbaut und steht seit 2001 unter Denkmalschutz.

## Baugeschichte
Ursprünglich sollte eine Anstaltskirche mit Pfarrhaus gebaut werden. Der Planungsauftrag hierfür wurde nach einem auf sechs Architekten beschränkten Wettbewerb 1958 an Gottfried Böhm vergeben. Eine Anforderung war, dass die Kirche an das vorhandene unterirdische Gangsystem angeschlossen würde, welches die einzelnen Kliniken miteinander verbindet. Durch eine Planänderung wurde statt des Pfarrhauses seitlich ein Klostergebäude für etwa 80 Ordensschwestern vorgesehen, das später temporär als Wohnheim und inzwischen als Sitz des Dekanats der Medizinischen Fakultät und der Forschungsstelle Ethik dient.
Die Bauarbeiten begannen im Juli 1962, Richtfest wurde am 12. Dezember 1963 gefeiert und der Schlussstein im Juli 1965 eingesetzt. Im September 1965 wurde die Kirche auf Johannes den Täufer geweiht. Dieses Patrozinium der Krankenhauskirche geht auf die Tradition des mittelalterlichen Hospitals St. Johann Baptist auf der Breite Straße zurück.
1967 wurde das Gebäude mit dem Kölner Architekturpreis ausgezeichnet und 2001 unter der Nummer 8541 in die Denkmalliste der Stadt Köln aufgenommen.
In jüngerer Zeit zeigten sich die typischen Schäden der Stahlbetonarchitektur: abgeplatzter Beton und Korrosion der darunterliegenden Bewehrungsstäbe. Hinzu kamen feuchte Wände durch ein partiell undicht gewordenes Dach. In den Jahren 2006/2007 wurde eine Betonsanierung durchgeführt. Nach einer Spezialreinigung der Oberflächen wurden unter hohem manuellen Einsatz die denkmalpflegerischen Anforderungen erfüllt, indem die Körnung des ursprünglichen Sichtbetons bei der Reparatur so genau wie möglich nachgebildet wurde. Im Endergebnis sollten die Flickstellen so nahe wie möglich an den im Original gegossenen Beton kommen. Zum Schutz wurden abschließend eine bakterizide, fungizide und algizide Wirkstofflösung aufgebracht.

## Baubeschreibung

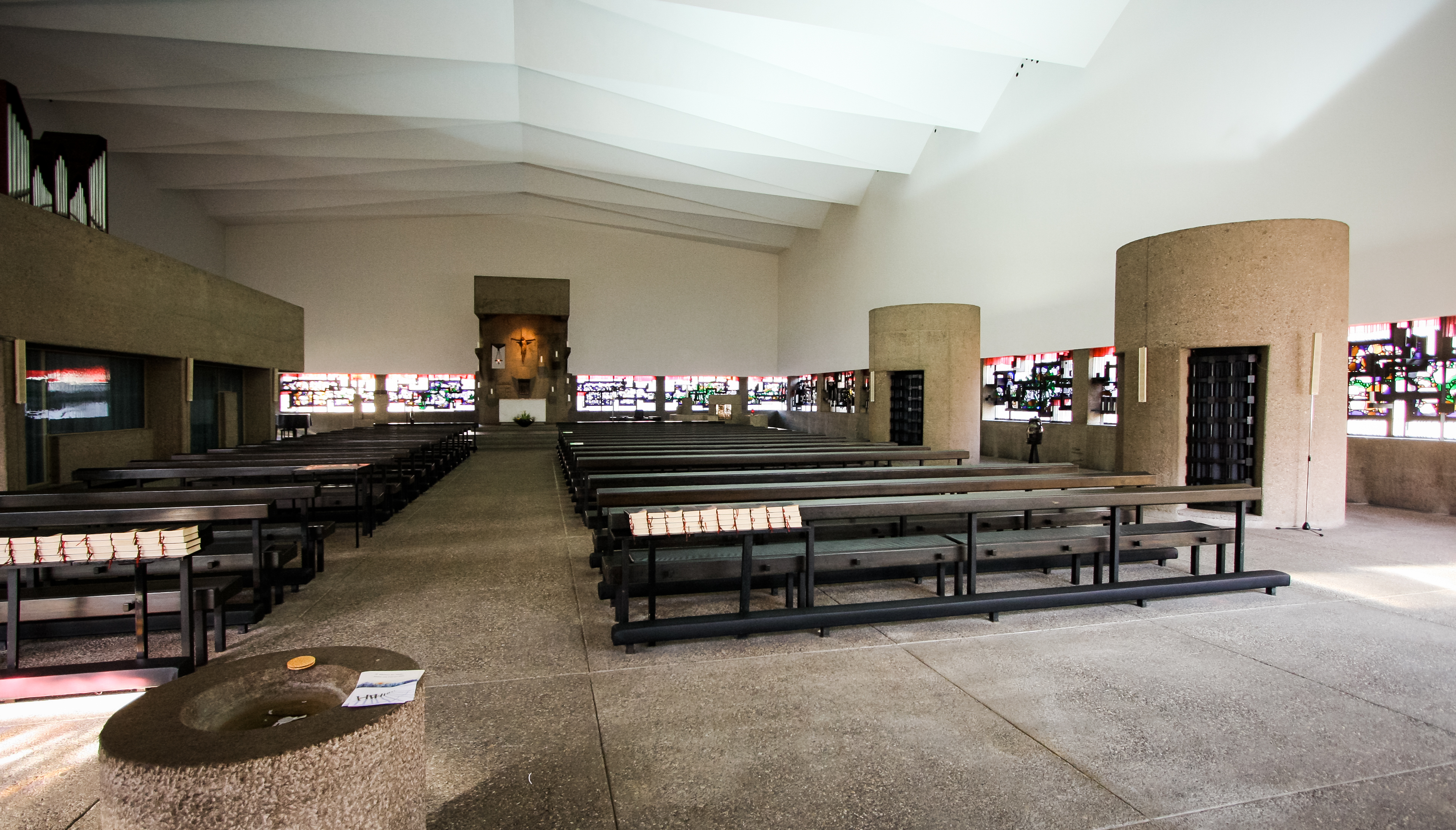
Innenansicht zum Chor

Der Kirchenbau ist ein quaderförmiger Saalbau mit klaren Umrissen, der inmitten der zahlreichen Labor- und Klinikgebäude der Kölner Universität liegt. Beigestellt ist eine sehr schlanke Glockenstele (Campanile), die mit dem Haupthaus nur durch die kleine Vorhalle verbunden ist. Die aus Straßenperspektive kaum erkennbare Dachlandschaft ist kräftig und gleichmäßig gefaltet und mündet an den Längsseiten in je acht flache Zickzack-Giebel. Diese werden durch kräftige, vorstehende Wasserspeier in einfacher Form konturiert.
Die Gliederung der Sichtbetonwände erfolgt durch ein breites Fensterband auf einem niedrigen Sockel, das – nur durch schmale, leicht vorspringende Stützen unterbrochen – außen und innen mit schmiedeeisernen Plastiken. Darüber ist die hohe Wand bis zur Dachkante völlig geschlossen und ungegliedert.

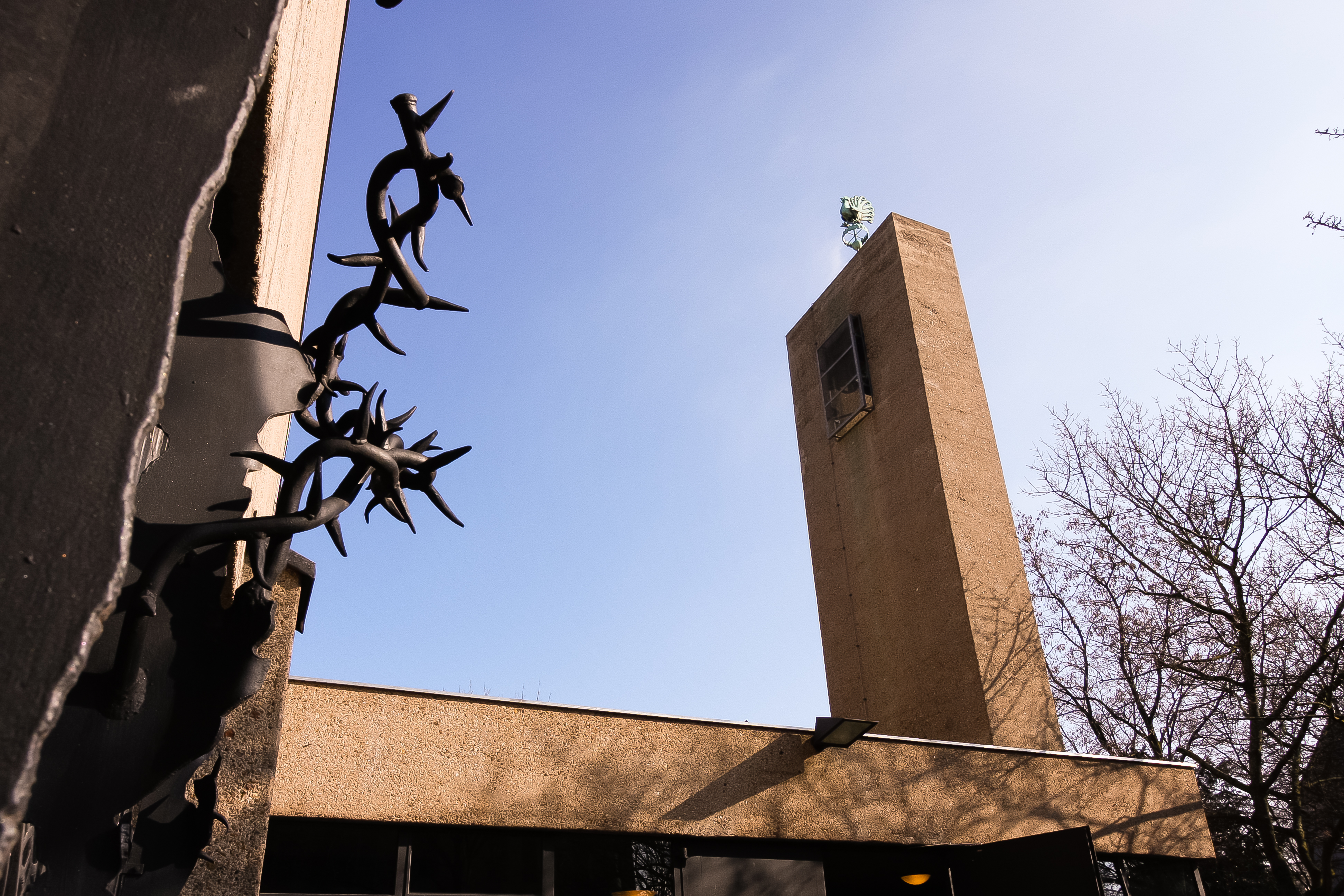
Schmiedearbeiten außen und Glockenstele

Im Inneren finden sich die Formen des Daches in einer weißen, gefalteten Decke wieder, die durch keinerlei Stützen unterbrochen ist. Die weiße Farbe, die als Ausdruck des Jenseitigen aufgefasst werden kann, zieht sich auch über die Wände über dem Fensterband. Die Elemente unterhalb des Fensterbands, an der Brüstung, dem Boden und die wenigen, frei in den Raum gestellten Einbauten sind in Sichtbeton – Symbol des Irdischen – ausgeführt. Dieses sind zwei zylindrische Beichtstühle auf der rechten Saalseite sowie eine quaderförmige Orgelempore auf der linken Seite, unter der eine Marienkapelle mit Pietà und die Sakristei Platz finden. Von hier aus können bis in die Gegenwart nicht gehfähige Personen mit den Krankenaufzügen zwischen Klinik und Kirche transportiert werden. Konzipiert ist die Kirche für 350 Gläubige zuzüglich etwa 30 liegende Kranke.
Der Chorraum beherbergt auf einem dreistufigen Podest die – ebenfalls frei gestellte – Altarwand, die als rechtwinkliger Baldachin für das Kreuz dient. Rechts vom Altar liegt leicht vertieft der Ort für das Tabernakel, der durch einen zu einer Seite offenen, brunnenartigen Betonring umgeben wird.

## Ausstattung

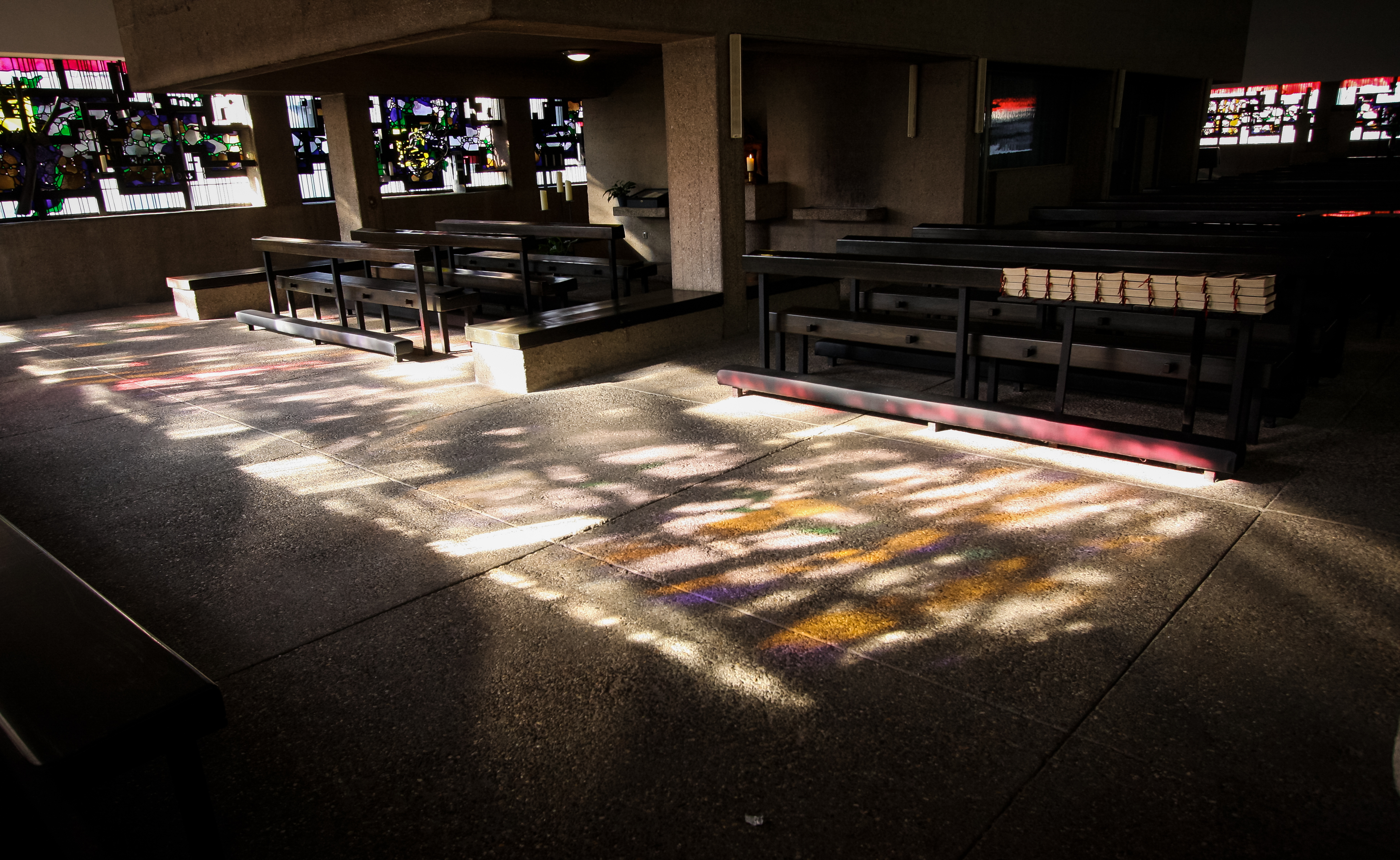
Lichteffekte durch die Fenster

Das von Gottfried Böhm selbst entworfene, in kräftigen Farben ausgeführte Fensterband dient gleichzeitig als Kreuzweg der Kirche. Plastische Metallarbeiten und abstrakte Glasmalerei kombinieren sich zu den Motiven; die einzelnen Stationen sind durch sieben geschmiedete Dornenkronen und kleine Holzkreuze gekennzeichnet. Die Ausführung der Glasmalerei stammt von Peter Winnen, der Entwurf der Schmiedeplastiken von Hans Lückerath.
In den Beton der freistehenden Altarwand ist ein Kreuz modelliert, an dem ein 103 cm hohes Kruzifixus aus der Zeit um 1410 angebracht ist, das vor dem Zweiten Weltkrieg im Schwesternhaus der Kliniken hing. Außerdem gibt es eine Nische für das Öl der Krankensalbung sowie eine Ikone, die Johannes bei der Taufe Jesu im Jordan zeigt. Die Pietà in der Marienkapelle stammt aus dem 19. Jahrhundert.

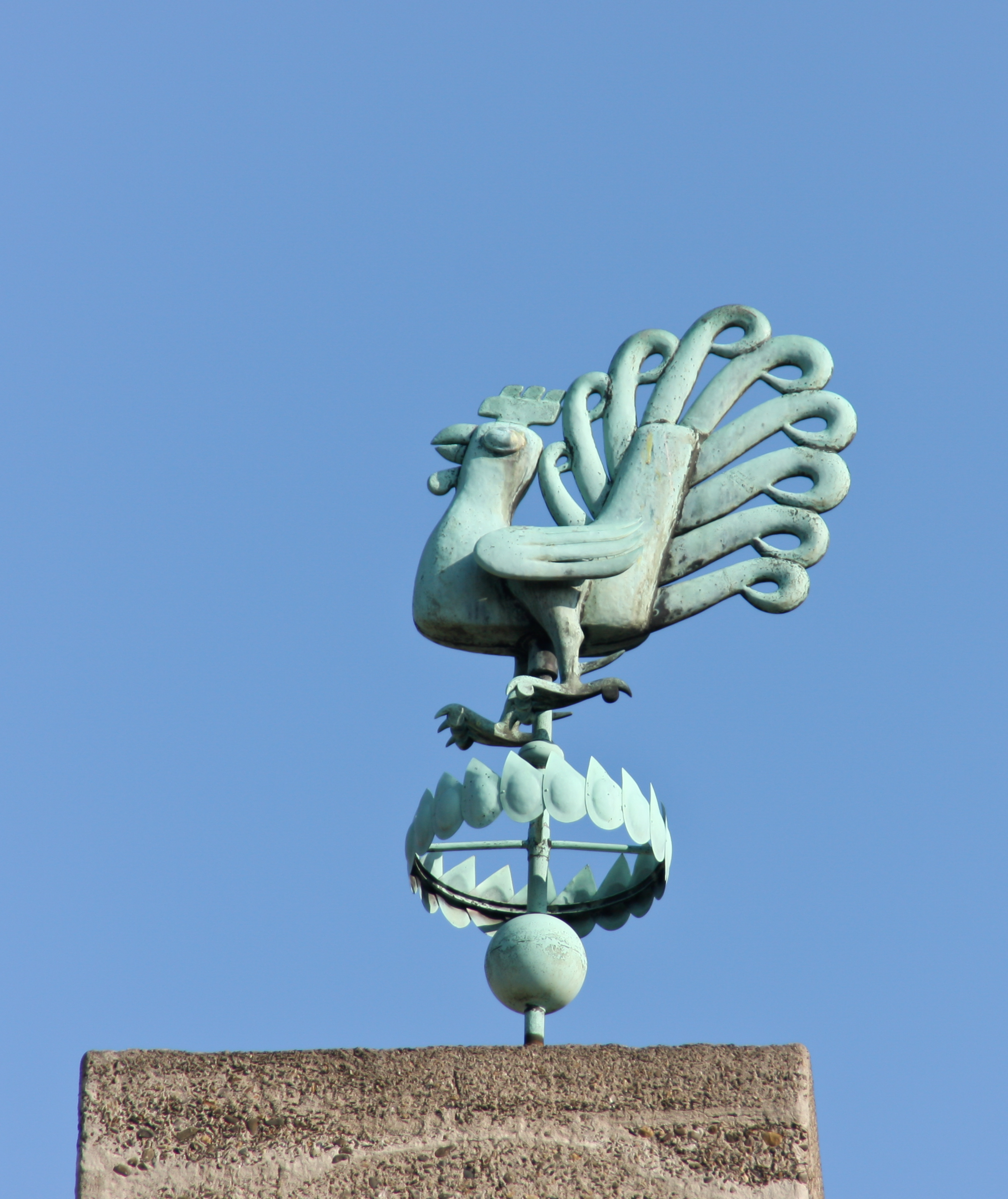
Turmhahn von Helmut Lang

Das Tabernakel im Chorbereich rechts vom Altar wurde erst 1968 in die umgebende Struktur eingebaut, da der Platz vorher als Taufort gedacht war. Es wurde von Eva Burgeff-Kerkoff gestaltet. Der Ambo links vom Altar wurde von Gottfried Böhm selbst entworfen, ebenso wie das Taufbecken. Ausgeführt wurde das bronzene Taufbecken in den Kölner Werkschulen (1965).
Die Orgel wurde im Juni 2009 am Fest des Heiligen Johannes eingeweiht. Sie stammte aus einer Kirchenauflösung in Vlaardingen bei Rotterdam und wurde durch die Kölner Orgelbaufirma Peter in Teilen überholt und in der Kirche aufgebaut.
Auf der außen befindlichen Glockenstele ist ein Turmhahn von Helmut Lang angebracht.
Im Jahr 2007 wurde nördlich der Kirche ein kleiner Heilkräutergarten angelegt, in dem eine abgebrochene Säule an jene Menschen erinnern soll, die ihren Körper nach dem Tod der medizinischen Forschung zur Verfügung gestellt haben.

## Stellung im Werk Gottfried Böhms
Der Autor Helmut Fußbroich weist darauf hin, dass die Klinikkirche eine gewisse Mittlerstellung im Werk Gottfried Böhms einnimmt – in den Grundformen sei sie geometrisch wie im Frühwerk, die Decken jedoch schon stark plastisch wie in den späteren Hauptwerken des Architekten. Diese seien jedoch noch getrennt und nicht so raumbestimmend wie etwa bei der nächsten Böhm-Kirche in Köln, St. Gertrud, wo die plastische Decke eine Einheit mit dem Raum bilde. Der Kunsthistoriker Günther Binding sieht die Kirche klar in der Reihe anderer Werke Böhms, sowohl durch die raumbildende Dominanz der Betonflächen als auch durch den Versuch, die Strenge der klaren Geometrie durch asymmetrische Einbauten aufzubrechen.